# Oreoderus clypealis
Oreoderus clypealis är en skalbaggsart som beskrevs av Gilbert John Arrow 1944. Oreoderus clypealis ingår i släktet Oreoderus och familjen Cetoniidae. Inga underarter finns listade i Catalogue of Life.